# Emilio Calleja Isasi
Emilio Calleja Isasi (Burgos, 9 de mayo de 1830 – Guarnizo, 8 de septiembre de 1906) fue un militar y político español que ejerció la Capitanía General de Cuba en dos ocasiones.

## Biografía
Nació el 9 de mayo de 1830 en Burgos.
Desde muy joven sirvió en la marina española.
Cuando Santo Domingo se reintegró a los dominios españoles participó como comandante en las campañas de pacificación de la isla, por cuyo desempeño fue distinguido como segundo al mando del batallón de infantería de marina.
En 1867 pasa a Puerto Rico como teniente coronel y obtiene el grado de coronel en 1869, año en que fue enviado a Cuba donde participa en la guerra de los Diez Años durante los cuatro años que siguen hasta que regresa a España en 1873 donde es ascendido al grado de General de Brigada, y participa en las guerras carlistas al mando de López Domínguez, quienes ponen sitio la ciudad de Cartagena, la cual se rinde, y se destaca en la batalla de Minglanilla, hiriendo de gravedad al dirigente carlista Pascual Cucala, por cuyos méritos poco después es ascendido al grado de General de División.
Posteriormente es enviado nuevamente a Cuba con el nombramiento de segundo capitán general, sin embargo dura poco en este cargo pues es nuevamente llamado a la península y nombrado capitán general de Sevilla y de Castilla la Vieja. En 1886 vuelve a Cuba, pero esta vez como capitán general de la isla hasta 1887, año en que fue sustituido por Sabas Marín. Desde la Capitanía General en Cuba realiza una importante campaña de saneamiento de las finanzas de la isla y lleva a cabo importantes reformas en la administración.
En 1893 es nombrado nuevamente capitán general de la isla de Cuba hasta 1895 en que comenzada la guerra de la independencia cubana es relevado de su cargo, siendo nombrado para sustituirlo el general Arsenio Martínez Campos.
Finalizando su carrera militar inicia su participación en la política española. Es elegido senador  por la provincia de Santa Clara para la legislatura 1884-1885 y senador por la provincia de Valladolid para la legislatura 1896-1898. En 1898 es elegido senador por la provincia de Puerto Príncipe (Cuba), pero al ser nombrado senador vitalicio, renuncia al cargo de senador electo y se mantiene como senador hasta su muerte.
Falleció el 8 de septiembre de 1906 en Guarnizo, provincia de Santander.